# Toshinobu Katsuya
Toshinobu Katsuya (勝矢 寿延, Katsuya Toshinobu, Nagasaki, 2 september 1961) is een Japans voormalig voetballer die als verdediger speelde.

## Clubcarrière
In 1980 ging Katsuya naar de Osaka University of Commerce, waar hij in het schoolteam voetbalde. Nadat hij in 1984 afstudeerde, ging Katsuya spelen voor Honda. In 7 jaar speelde hij er 140 competitiewedstrijden en scoorde 6 goals. Hij tekende in 1991 bij Nissan Motors, de voorloper van Yokohama Marinos. Katsuya veroverde er in 1991 en 1992 de Beker van de keizer. Hij tekende in 1994 bij Júbilo Iwata. Met deze club werd hij in 1997 kampioen van Japan. Hij tekende in 1998 bij Cerezo Osaka. Katsuya beëindigde zijn spelersloopbaan in 1998.

## Japans voetbalelftal
Toshinobu Katsuya debuteerde in 1985 in het Japans nationaal elftal en speelde 27 interlands.

## Statistieken
| Japans voetbalelftal | Japans voetbalelftal | Japans voetbalelftal |
| Jaar                 | Wed.                 | Dlp.                 |
| -------------------- | -------------------- | -------------------- |
| 1985                 | 2                    | 0                    |
| 1986                 | 4                    | 0                    |
| 1987                 | 6                    | 0                    |
| 1988                 | 0                    | 0                    |
| 1989                 | 0                    | 0                    |
| 1990                 | 0                    | 0                    |
| 1991                 | 0                    | 0                    |
| 1992                 | 9                    | 0                    |
| 1993                 | 6                    | 0                    |
| Totaal               | 27                   | 0                    |